# Ricardo Serrador Santés
Ricardo Serrador Santés (Talavera de la Reina, Toledo, 1877 - Santa Cruz de Tenerife, 23 de enero de 1943) fue un militar español, conocido por su participación en la guerra civil española. 

## Biografía

### Carrera militar
Hijo y nieto de militares, siendo joven ingresó en la Academia de Infantería de Toledo. Participó en la guerra del Rif al mando de una unidad de Regulares, formando parte de los llamados africanistas.
Con el grado de coronel participa en la Sanjurjada, el fallido intento de golpe de Estado encabezado por el General José Sanjurjo Sacanell, el 10 de agosto de 1932. Resultó condenado, separado del servicio y exiliado a la colonia española de Villa Cisneros, aunque a finales de 1932 logró evadirse junto a otros condenados. Acogido a la amnistía concedida por el gobierno radical de Alejandro Lerroux, se reincorporó al Ejército y es destinado a Valladolid, sede de la VII División Orgánica.
Serrador participó activamente en la conspiración militar que llevó al Golpe de Estado de julio de 1936, siendo uno de los organizadores de la sublevación en Valladolid. Estas actividades levantaron las sospechas de las autoridades de Madrid, por lo que en abril fue sancionado por el Gobierno con un mes de arresto en Cartagena y posteriormente destinado forzoso en Madrid. Sin embargo, Serrador logró evadir la vigilancia policial y el 19 de julio logró trasladarse a Valladolid.

### Guerra civil
Ya en Valladolid se encontró con el retirado general Andrés Saliquet, nuevo líder de la sublevación en la ciudad, que tras destituir al general Molero logró hacerse con el control de la VII División Orgánica. A lo largo de ese día los sublevados lograron reprimir los focos de resistencia, especialmente de los ferroviarios y los obreros.
A medianoche del martes 21 de julio, Serrador salió de Valladolid al mando de una columna compuesta por falangistas vallisoletanos con la misión de ocupar un puerto importante de la sierra de Guadarrama, el Alto del León, situado al oeste del de Somosierra. A las dos de la mañana del 22 salieron por la carretera de Olmedo hacia Villacastín y el puerto de Guadarrama (Alto del León) por la carretera N-VI Madrid-La Coruña. Cuando llegaron al puerto se encontraron con que ya había sido ocupado por un grupo de milicianos procedentes de Madrid, pero consiguieron desalojarlos de allí en el marco de la Batalla de Guadarrama y el día 25 de julio ya estaba en su poder. Sin embargo, su avance hacia Madrid quedó estancado ante la fuerte resistencia republicana, con lo que su ofensiva hacia la capital fracasó. El frente en este sector quedará inmóvil hasta el final de la contienda.
A finales de 1936 fue nombrado comandante de la División «Ávila». Más adelante Serrador fue nombrado comandante de la 71.ª División, y más tarde Jefe de la "Agrupación de Divisiones de Guadarrama-Somosierra" que guarnecían el frente en la sierra del Guadarrama. Estando al mando de la 71.ª División, durante la Batalla de Brunete el ataque inicial republicano cogió por sorpresa a su unidad, viéndose a obligada a ceder terreno y sufriendo graves bajas.

Escudo de la Capitanía General de Canarias.

El 8 de enero de 1937 asciende a general de brigada, y el 23 de febrero de 1939 a general de división.

### Capitán general de Canarias
Tras el final de la Guerra civil, en agosto de 1939 es nombrado Capitán general de Canarias, puesto que desempeñará hasta su fallecimiento el 23 de enero de 1943. Su período como comandante militar en Canarias coincidió con la Segunda Guerra Mundial, lo que le confirió un mayor poder. También fue nombrado jefe del Mando Económico de Canarias, organismo creado para tratar de evitar aislamiento del archipiélago durante los años de la contienda. Poco antes de su fallecimiento fue ascendido al rango de Teniente general.